# Ruppia polycarpa
Ruppia polycarpa är en natingväxtart som beskrevs av R.Mason. Ruppia polycarpa ingår i Natingsläktet och i familjen natingväxter. IUCN kategoriserar arten globalt som livskraftig. Inga underarter finns listade.